# Günser Gebirge
Günser Gebirge är en bergskedja i Österrike. Den ligger i den östra delen av landet, 100 km söder om huvudstaden Wien.
Günser Gebirge sträcker sig 18,7 km i öst-västlig riktning. Den högsta toppen är Geschriebenstein, 884 meter över havet.
Topografiskt ingår följande toppar i Günser Gebirge:
- Geschriebenstein
- Grosse Plischa
- Hirschenstein
- Kleine Plischa

I omgivningarna runt Günser Gebirge växer i huvudsak blandskog. Runt Günser Gebirge är det ganska tätbefolkat, med 60 invånare per kvadratkilometer.